# Матарам (город)
Матарам (индон. Kota Mataram) — город в Индонезии, административный центр провинции Западная Нуса-Тенгара. Расположен на западном побережье острова Ломбок. Крупнейший город провинции с населением более 400 тысяч человек (по переписи 2010 года).
Помимо выполнения столичных функций, Матарам является политическим, образовательным, промышленным и деловым центром провинции.
Матарам объединяет три крупных района: Ампенан, старый портовый район; Матарам, правительственный и офисный центр; Сакранегара, главный коммерческий район. Районы представляю собой отдельные города, но находятся под единым управлением.